# Новопокровское (Краснодарский край)
Новопокровское — село в Крымском районе Краснодарского края.
Входит в состав Адагумского сельского поселения.

### Улицы
- ул. Кирова,
- ул. Новопокровская.

## Население
| 1999 | 2002 | 2010 |
| ---- | ---- | ---- |
| 292  | ↘273 | ↘188 |